# Zirkumpolares Tiefenwasser

Zirkumpolares Tiefenwasser im Zusammenhang mit anderen Meeresströmungen

Zirkumpolares Tiefenwasser (engl. Circumpolar Deep Water, CDW) ist eine zentrale Wassermasse im Südlichen Ozean, die zwischen etwa 1500 und 4000 Metern Tiefe zirkuliert. Sie stellt eine der bedeutendsten tiefen Wassermassen der Weltmeere dar und beeinflusst maßgeblich die globale thermohaline Zirkulation, den Wärmetransport sowie den Austausch klimarelevanter Gase zwischen Ozean und Atmosphäre. Als Ausgleich für das antarktische Bodenwasser und das antarktische Oberflächenwasser, die beide (kaltes) Wasser aus dem Bereich der Antarktis hinausführen, besteht das zirkumpolare Tiefenwasser aus wärmerem Wasser, das aus den das Südpolarmeer umgebenden Ozeanen – insbesondere dem Nordatlantik – in Richtung Antarktis fließt.

## Herkunft und Zusammensetzung
Das Zirkumpolare Tiefenwasser (CDW) entsteht durch die Mischung verschiedener Wassermassen: des Nordatlantischen Tiefenwassers (NADW), des Antarktischen Zwischenwassers (AAIW) sowie geringeren Anteilen an Antarktischem Bodenwasser (AABW). Diese Vermischung erfolgt größtenteils entlang isopyknaler Flächen im Zirkumpolaren Stromsystem. Durch seine höhere Temperatur ist das zirkumpolare Tiefenwasser leichter als das antarktische Bodenwasser und aufgrund seines hohen Salzgehaltes schwerer als das antarktische Oberflächenwasser, weshalb es zwischen diesen beiden Schichten fließt.
Die relativ hohen Temperaturen und hohen Salzgehalte, die auf seine NADW-Komponente zurückzuführen ist, machen das CDW zu einer Quelle für Auftrieb an verschiedenen Stellen der Weltmeere.

## Zirkulation und Aufstieg
Das CDW zirkuliert mit dem Antarktischen Zirkumpolarstrom (ACC) um den antarktischen Kontinent. Durch topografisch bedingte Divergenzen und Reibung steigt CDW an bestimmten Stellen – etwa entlang der antarktischen Kontinentalschelfe – auf und spielt eine Schlüsselrolle in der Auftriebsdynamik. Dort beeinflusst es die Meereisbedeckung, die Primärproduktion und die Bildung von Bodenwasser.
Der Aufstieg von CDW bringt nährstoffreiches, aber CO₂-gesättigtes Wasser an die Oberfläche, was sowohl biologische Produktivität stimulieren als auch die CO₂-Ausgasung ins atmosphärische System fördern kann.

## Klimatische Bedeutung
Als Verbindungsglied zwischen Nordatlantik und Südpolarmeer spielt das CDW eine bedeutende Rolle im Klimasystem. Die Wechselwirkung von CDW mit antarktischem Schelfeis beeinflusst die Stabilität von Eisschilden und trägt zur Meereisschmelze bei.
In Glazialzeiten war das CDW stärker isoliert, was als eine mögliche Ursache für niedrigere atmosphärische CO₂-Konzentrationen gilt. In gegenwärtigen und zukünftigen Klimaszenarien könnte verstärkter Auftrieb von CDW im Südpolarmeer die Meereisrückbildung beschleunigen und Rückkopplungseffekte im globalen Klimasystem verstärken.

## Wechselwirkungen mit anderen Wassermassen
Das CDW steht in Wechselwirkung mit mehreren anderen Wassermassen: Es speist den Aufstieg im Äquatorbereich, durchmischt sich mit AABW und NADW und beeinflusst über Fernwirkungen auch das Klima der Nordhalbkugel.

## Beobachtungen und Veränderungen
Moderne Messkampagnen mit Tracern wie CFCs (zur Messung von Fluorchlorkohlenwasserstoffen) und δ¹³C (Kohlenstoff-Isotopendiskriminierung) zeigen, dass sich die Eigenschaften und die Zirkulation des CDW über die letzten Jahrzehnte verändert haben. Zunehmende Temperaturen und veränderte Windmuster im Südlichen Ozean beeinflussen den Aufstieg und die Mischungstiefe des CDW.